# Alliance française de Łódź Manufaktura
Pour les articles homonymes, voir Alliance française de Łódź.
 (août 2025).
L'Alliance française de Łódź-Manufaktura est une association à but non lucratif indépendante créée en 2009 ("Stowarzyszenie Alliance Française Łódź", KRS 0000328166). Ses locaux ont été officiellement inaugurés par l'ambassadeur de France en Pologne le 23 février 2011.

## Activités
L'Alliance française de Łódź propose au public polonais ou étranger des cours de langue française pour adultes et enfants à tous les niveaux, de l'initiation aux niveaux avancés, ainsi que des cours spécifiques tels que français de l'hôtellerie, français des affaires, et enfin des cours de polonais pour les francophones.
Elle permet de préparer et de passer les tests et examens officiels français de français langue étrangère : TCF, DELF, DALF, ainsi que les diplômes de français professionnel (DFP) de la Chambre de commerce et d'industrie de Paris (CCIP). Elle est la seule école habilitée à organiser et délivrer les diplômes DELF et DALF à Łódź.
Elle organise des événements culturels et notamment les Journées de la Francophonie à Łódź.

## Administration
La direction de l'Alliance française est confiée à des personnels détachés auprès du ministère français des Affaires étrangères, sous l'autorité du comité de gestion de l'association.

### Les présidents de l'Alliance française Łódź
- Michał Seweryński, ancien ministre, ancien recteur de l'université de Łódź (2009-2013)[5]
- Éric Salvat (d), directeur de AXIA Retail (2013-2017)[6]
- Michel Macardier (d), président-fondateur de la société Nowa Szkola (2017-2020)
- Thierry Rogelet (d), directeur Europe centrale et Proche-Orient de AddevMaterials (2020-2024 )
- Franck Yaya-Cherif, responsable commercial B2B Micadoni Pro chez Besolux Group (2024 → )

### Les directeurs de l'Alliance française
- Marc Boudin (d), de 2009 à 2014,
- Grégoire Brault (d), de 2014 à 2018,
- Lucas Dymny (d), de 2018 à 2020,
- Aurélien Mas (d), de 2020 à 2022,
- Nadège Slagmulder, de 2022 à 2024,
- Vincent Guérin, depuis 2024